# (15317) 1993 HW1
1993 إتش دابليو 1 (ويعرف أيضًا باسم (15317) 1993 إتش دابليو 1 وفق تسمية الكوكب الصغير) (بالإنجليزية: 1993 HW1)‏ هو كويكب ضمن حزام الكويكبات؛ وترتيبه 15317 من حيث الاكتشاف.
اكتُشف هذا الجُرم الفلكي بواسطة اليانور إف. هيلين في 23 أبريل 1993.

## وصلات خارجية
- (15317) 1993 HW1 في قاعدة بيانات مختبر الدفع النفاث لأجرام النظام الشمسي الصغيرة

- الاكتشاف · مخطط المدار ·  العناصر المدارية · المعلمات المادية

- (15317) 1993 HW1 على موقع ويكي سكاي: DSS2, SDSS, GALEX, IRAS, Hydrogen α, X-Ray, Astrophoto, Sky Map, Articles and images